# Templo del Valle

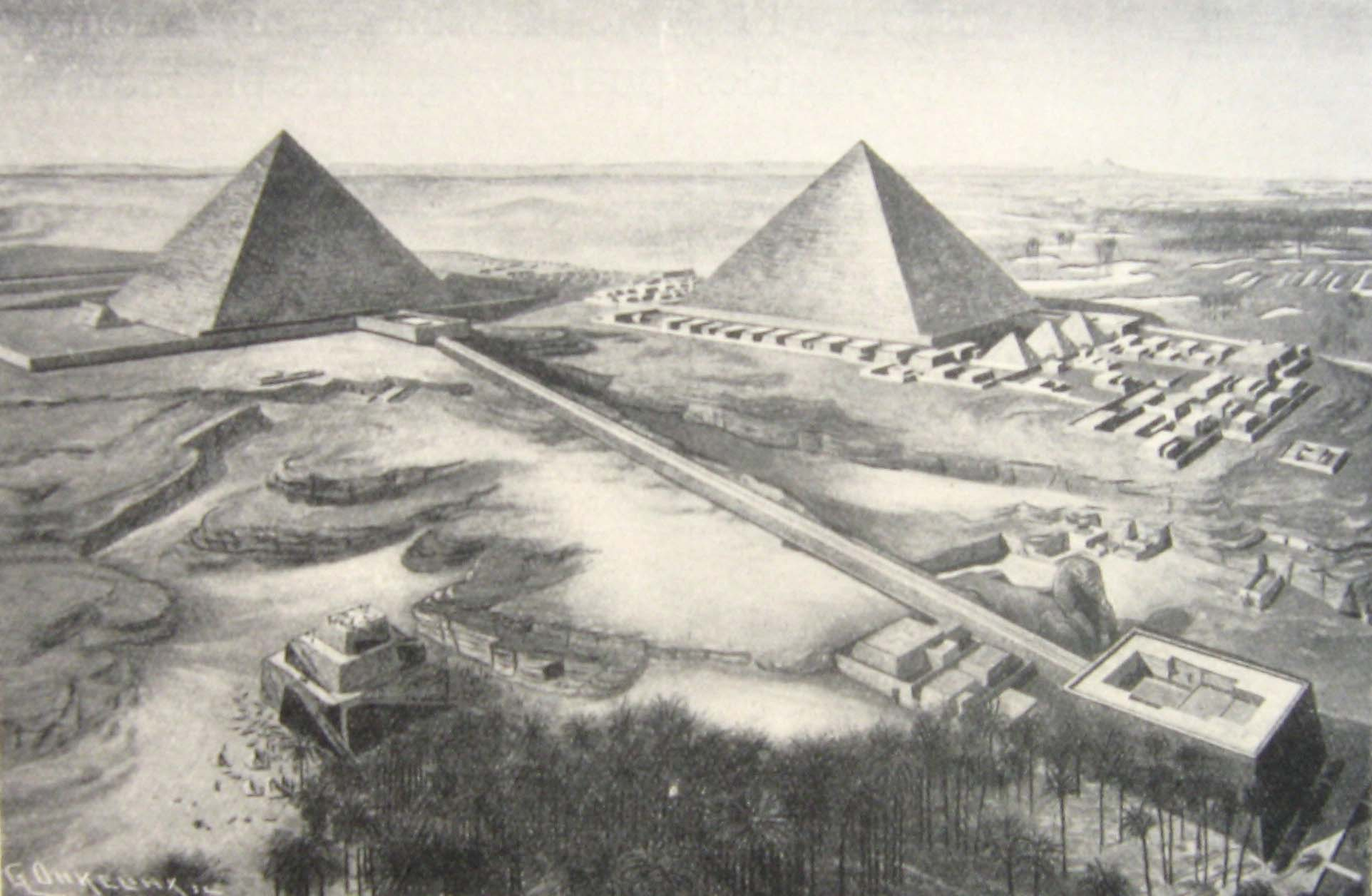
Reconstrucción del complejo funerario de Kefrén. En el extremo inferior derecho, puede apreciarse el Templo del Valle.

Templo del Valle es el nombre de una construcción adjunta a cada pirámide. Actuaba como entrada al complejo funerario y estaba unido al templo funerario (situado junto a la pirámide) por una calzada. En general, estaban dotados de dos puertas con un vestíbulo y una sala hipóstila, de forma similar a los templos funerarios. Su finalidad era realizar en él los ritos de purificación de la momia del faraón, que era llevada en procesión por la calzada hasta su mausoleo.

## Templo del Valle de Kefrén
El Templo del Valle más conocido es el de Kefrén, situado en su complejo funerario de Guiza; a 500 m de la Pirámide de Kefrén, está cerca de la Gran Esfinge y casi intacto al haber estado cubierto por la arena hasta el siglo XIX. De planta cuadrada, sus muros de piedra caliza miden 45 m y su grosor va en disminución, dándole un aspecto exterior de mastaba. Las paredes están revestidas de granito rojo pulido tanto interior como exteriomente, mientras que el suelo es de caliza blanca. Lo descubrió Auguste Mariette en 1852, y le dio el nombre de templo de la Esfinge, creyéndolo al servicio de ésta.
Está construido sobre una pendiente, por lo que sus muros son de diferentes alturas. Las entradas están flanqueadas por esfinges, y el techo de la cámara está apoyado en columnas también de granito rojo. Está desprovisto de pinturas e inscripciones, y tiene unas aberturas en la parte alta de los muros que proporcionan luz natural. Su interior estaba decorado con estatuas del faraón, que se colocaron en un pozo existente en fechas posteriores a su construcción. Están todas muy deterioradas, salvo una de diorita que se encuentra en el Museo Egipcio de El Cairo.

## Templo del Valle de Abusir
Situado en la necrópolis de Abusir, fue construido por orden de Nyuserra y se encuentra en estado ruinoso. Se llegaba a él desde el templo Solar por una calzada.

## Otros Templos del Valle

### Templo del Valle de Keops
Está en Guiza, pero sobre él se construyó la aldea de Nazla el-Saman, por lo que no ha podido ser estudiado ni recuperado. La calzada ceremonial figura en los planos del siglo XIX, pero apenas es visible ahora.